# الرجل من الأمس
الرجل من الأمس (بالإنجليزية: The Man from Yesterday)‏ هو فيلم درامي حرب رومانسي أمريكي تم إصداره عام 1932 من إنتاج شركة باراماونت بيكتشرز ، وإخراج بيرثولد فيرتيل ، وكتبه أوليفر إتش بي غاريت ، استنادًا إلى قصة كتبها نيل بلاكويل ورولاند جي إدواردز. يحكي قصة امرأة لم يعد زوجها إلى المنزل قط من الحرب العالمية الأولى، تجد نفسها في حب طبيبها. تسافر معه إلى سويسرا، وأثناء دخولهما الفندق هناك اندهشت لرؤية زوجها المفترض أنه مات.

## روابط خارجية
- The Man from Yesterday في قاعدة بيانات تيرنر كلاسيك موفيز للأفلام.
- The Man from Yesterday  في قاعدة بيانات الأفلام على الإنترنت (بالإنجليزية)
- The Man from Yesterday على موقع أول موفي.
- The Man from Yesterday details, themave.com